# Andy Mineo

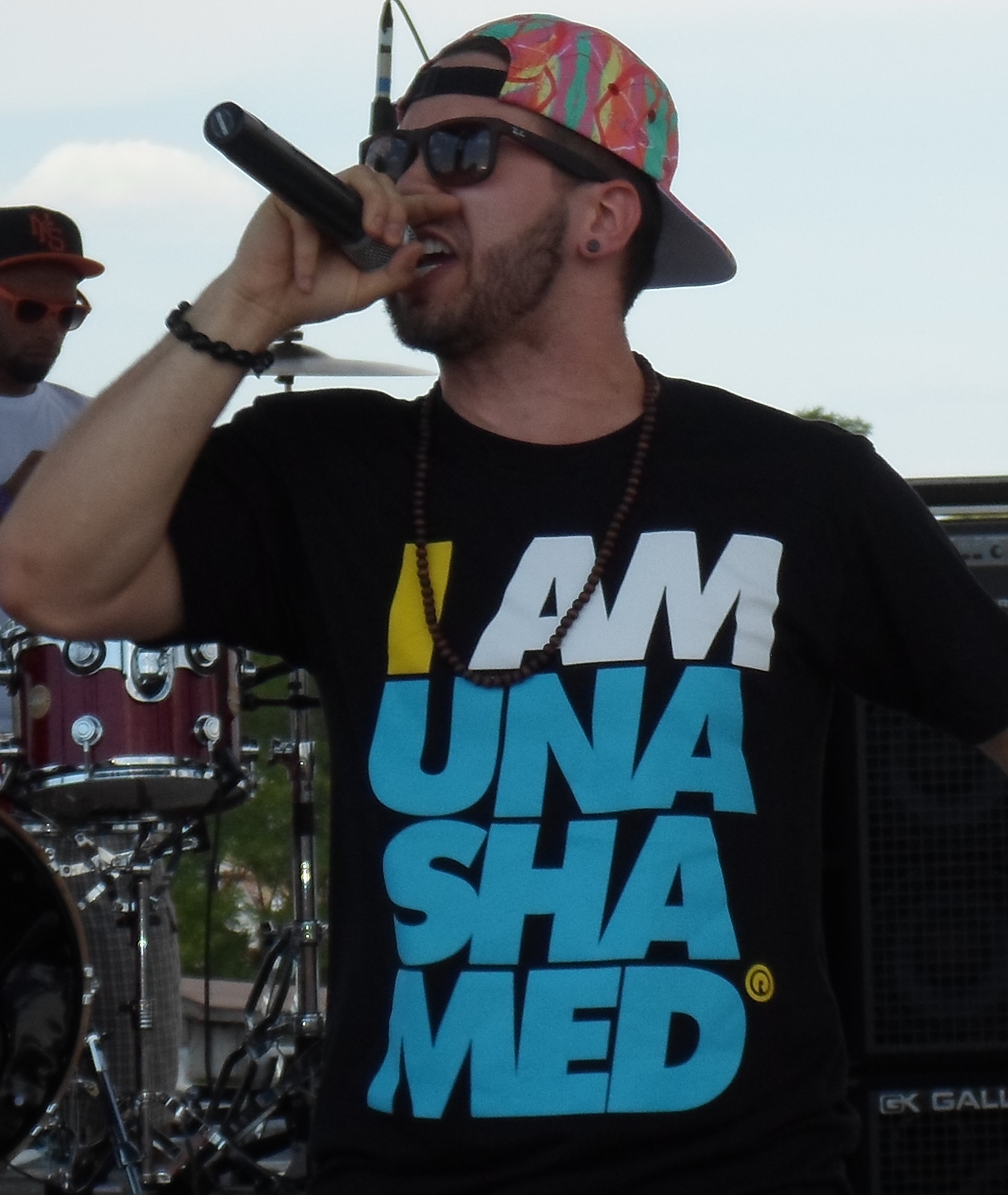
Andy Mineo (2012)

Andy Mineo (* 17. April 1988 in Syracuse, New York) ist ein US-amerikanischer christlicher Hip-Hop-Musiker aus der Metropole New York.

## Karriere
Andy Mineo stammt aus Syracuse nordwestlich von New York. Bevor er in die Metropole ging, rappte er in seiner High-School-Zeit und produzierte zuhause Alben. An der Syracuse University stand er beim Label Marshall Street Records unter Vertrag und eröffnete bei Konzerten von The Roots und Common. Der Produzent Alex Medina brachte ihn zu T.R.U.C.E., einem religiösen Musikprojekt, mit dem er auf Tour ging. Sein erstes Mixtape mit dem Titel Sin Is Wack, Vol. 1 veröffentlichte er 2009. Er nahm auch den Song Background mit Lecrae für dessen Album Rehab auf, der ein kleinerer Hit in den Genrecharts wurde.
Zwei Jahre später unterschrieb er bei Reach Records. Bis dahin war er unter dem Künstlernamen C-Lite aufgetreten, ab seinem zweiten Mixtape Formerly Known verwendete er seinen richtigen Namen. Sein erstes richtiges Album Heroes for Sale brachte Mineo 2013 heraus. Er schaffte es auf Anhieb auf Platz 1 der Top Christian Albums und der Gospel Albums. In den offiziellen Charts kam er auf Platz 11. Lecrae revanchierte sich als Gast auf dem Album und machte den Song Uno uno seis zu einem weiteren kleineren Hit. Ein Jahr später veröffentlichte Mineo eine EP namens Never Land, die an den Erfolg des Debütalbums anknüpfte und viele Hits enthielt, darunter You Can’t Stop Me, das in den Gospelcharts auf Platz 4 kam. Später im Jahr war er wieder bei Lecrae auf dem Nummer-eins-Album Anomaly zu Gast. Mit dem Song Say I Won’t hatten sie in den Gospelcharts einen Nummer-eins-Hit.
Sein zweites Studioalbum Uncomfortable veröffentlichte er im Herbst 2015. Erneut erreichte er damit die Spitze der Christian Albums und in den offiziellen Charts stieg er in die Top 10 ein.

## Diskografie

### Alben
| Jahr | Titel                                           | Höchstplatzierung, Gesamtwochen, AuszeichnungChartplatzierungen (Jahr, Titel, Platzierungen, Wochen, Auszeichnungen, Anmerkungen) | Höchstplatzierung, Gesamtwochen, AuszeichnungChartplatzierungen (Jahr, Titel, Platzierungen, Wochen, Auszeichnungen, Anmerkungen) | Anmerkungen                                          |
| Jahr | Titel                                           | US | Christ | Anmerkungen                                          |
| ---- | ----------------------------------------------- | --- | --- | ---------------------------------------------------- |
| 2013 | Heroes for Sale                                 | US11 (3 Wo.)US | Christ1 (34 Wo.)Christ | Erstveröffentlichung: 16. April 2013                 |
| 2014 | Never Land (EP)                                 | US13 (3 Wo.)US | Christ2 (47 Wo.)Christ | Erstveröffentlichung: 28. Januar 2014                |
| 2015 | Uncomfortable                                   | US10 (3 Wo.)US | Christ1 (21 Wo.)Christ | Erstveröffentlichung: 18. September 2015             |
| 2017 | Andy Mineo and Wordsplayed Present Magic & Bird | US49 (1 Wo.)US | Christ1 (11 Wo.)Christ | Erstveröffentlichung: 4. August 2017 mit Wordsplayed |
| 2018 | I, the Arrow (EP)                               | US142 (1 Wo.)US | Christ2 (4 Wo.)Christ | Erstveröffentlichung: 27. April 2018                 |
| 2018 | II, the Sword (EP)                              | — | Christ4 (3 Wo.)Christ | Erstveröffentlichung: 27. September 2018             |
| 2021 | Never Land II                                   | US152 (1 Wo.)US | Christ2 (21 Wo.)Christ | Erstveröffentlichung: 1. Oktober 2021                |

### Mixtapes
| Jahr | Titel            | Höchstplatzierung, Gesamtwochen, AuszeichnungChartplatzierungen (Jahr, Titel, Platzierungen, Wochen, Auszeichnungen, Anmerkungen) | Höchstplatzierung, Gesamtwochen, AuszeichnungChartplatzierungen (Jahr, Titel, Platzierungen, Wochen, Auszeichnungen, Anmerkungen) | Anmerkungen                           |
| Jahr | Titel            | US | Christ | Anmerkungen                           |
| ---- | ---------------- | --- | --- | ------------------------------------- |
| 2019 | Work in Progress | — | Christ2 (3 Wo.)Christ | Erstveröffentlichung: 23. August 2019 |

Weitere Mixtapes
- Sin Is Wack Vol. 1 (2009)
- Formerly Known (2011)

### Singles
| Jahr | Titel Album                                                               | Höchstplatzierung, Gesamtwochen, AuszeichnungChartsChartplatzierungen (Jahr, Titel, Album, Platzierungen, Wochen, Auszeichnungen, Anmerkungen) | Anmerkungen                                                                                    |
| Jahr | Titel Album                                                               | Christ | Anmerkungen                                                                                    |
| ---- | ------------------------------------------------------------------------- | --- | ---------------------------------------------------------------------------------------------- |
| 2014 | You Can’t Stop Me Never Land                                              | Christ11 Platin · (25 Wo.)Christ | Autoren: A. Mineo, A. Medina, G. Azucena                                                       |
| 2014 | Never Land                                                                | Christ23 (9 Wo.)Christ | Autoren: A. Mineo, C. Peebles, M. Ramirez                                                      |
| 2014 | Paisano’s Wylin’ Never Land                                               | Christ32 (6 Wo.)Christ | Autoren: A. Mineo, M. Santiago, G. Henry, A. Medina, T. Thompson feat. Marty of Social Club    |
| 2014 | The Saints Heroes for Sale                                                | Christ44 (7 Wo.)Christ | Autoren: A. Mineo, W. Barefield, K. Burgess, G. Ramirez feat. KB & Trip Lee                    |
| 2014 | Paganini Never Land                                                       | Christ46 (2 Wo.)Christ | Autoren: A. Mineo, K. Burgess, A. McCain, R. Castro, A. Garcia, J. Prielozny                   |
| 2015 | Uno uno seis Heroes for Sale                                              | Christ49 (2 Wo.)Christ | Autoren: A. Mineo, L. Moore, A. Medina, D. Johnson feat. Lecrae                                |
| 2015 | Lay Up –                                                                  | Christ19 (3 Wo.)Christ | Autoren: A. Mineo, J. Itiola, A. Medina, T. Thompson feat. Wordsplayed                         |
| 2015 | Uncomfortable                                                             | Christ20 (20 Wo.)Christ | Autoren: A. Mineo, K. J. Pollard, R. Ibanga Jr., G. Lambirth, J. Prielozny, G. Azucena         |
| 2015 | Know That’s Right Uncomfortable                                           | Christ25 (15 Wo.)Christ | Autoren: A. Mineo, B. Peavy, R. Ibanga Jr.                                                     |
| 2015 | Desperados Uncomfortable                                                  | Christ28 (8 Wo.)Christ | Autoren: A. Mineo, K. J. Pollard feat. Mali Music                                              |
| 2015 | Now I Know Uncomfortable                                                  | Christ34 (4 Wo.)Christ | Autoren: A. Mineo, D. Bowie, G. Byers                                                          |
| 2015 | Uptown Uncomfortable                                                      | Christ37 (3 Wo.)Christ | Autoren: A. Mineo, A. Medina, E. Shahbazian, R. Ibanga Jr., M. Hawkins, L. Hutson              |
| 2015 | Vendetta Uncomfortable                                                    | Christ44 (2 Wo.)Christ | Autor: A. Mineo                                                                                |
| 2015 | Rat Race Uncomfortable                                                    | Christ47 (2 Wo.)Christ | Autoren: A. Mineo, J. Bellion feat. Jon Bellion                                                |
| 2015 | Ghost Uncomfortable                                                       | Christ50 (1 Wo.)Christ | Autoren: A. Mineo, J. Scriggs, J. Prielozny, X. O. Adams                                       |
| 2017 | Dunk Contest (Magic Bird) Andy Mineo and Wordsplayed Present Magic & Bird | Christ19 (8 Wo.)Christ | Autoren: A. Mineo, J. T. Itiola mit Wordsplayed                                                |
| 2017 | Judo Andy Mineo and Wordsplayed Present Magic & Bird                      | Christ37 (3 Wo.)Christ | Autoren: A. Mineo, J. T. Itiola, G. Azucena mit Wordsplayed feat. Judo                         |
| 2017 | Say Less Andy Mineo and Wordsplayed Present Magic & Bird                  | Christ40 (4 Wo.)Christ | Autoren: A. Mineo, J. T. Itiola, G. Azucena mit Wordsplayed                                    |
| 2017 | Team Andy Mineo and Wordsplayed Present Magic & Bird                      | Christ50 (1 Wo.)Christ | Autoren: A. Mineo, J. T. Itiola, D. Steele, J. Douglas, T. Thompson mit Wordsplayed feat. Beam |
| 2018 | Coming in Hot Summer Eighteen                                             | Christ21 Gold · (21 Wo.)Christ | Autoren: A. Mineo, L. Moore, J. Itiola, G. D. Henry, S. E. Joseph, L. Harris mit Lecrae        |
| 2018 | I Ain’t Done I: The Arrow                                                 | Christ26 (12 Wo.)Christ | Autoren: A. Mineo, T. Thompson, F. Navarro                                                     |
| 2018 | Clarity I: The Arrow                                                      | Christ30 (5 Wo.)Christ | Autoren: A. Mineo, C. Gardner, G. Azucena, D. Steele                                           |
| 2018 | ...Lost I: The Arrow                                                      | Christ40 (1 Wo.)Christ | Autoren: A. Mineo, E. Shahbazian, 42 North, T. Thompson                                        |
| 2018 | I’ve Been... I: The Arrow                                                 | Christ41 (1 Wo.)Christ | Autoren: A. Mineo, T. Thompson, 42 North, F. Navarro                                           |
| 2018 | Friends II: The Sword                                                     | Christ39 (1 Wo.)Christ | Autoren: A. Mineo, C. Gardner, D. Steele, J. D. Bellion, R. Cubina, M. Williams                |
| 2018 | ...There II: The Sword                                                    | Christ48 (1 Wo.)Christ | Autoren: A. Mineo, D. J. Tropp, L. Harris, L. Musa, D. J. Mustafa                              |
| 2018 | None of My Business II: The Sword                                         | Christ49 (1 Wo.)Christ | Autoren: A. Mineo, B. Montgomery                                                               |
| 2019 | Keepin’ It Movin’ Work in Progress                                        | Christ30 (4 Wo.)Christ | Autoren: A. Mineo, I. Sauceda, I. Borquaye feat. Guvna B                                       |
| 2019 | I Don’t Need You Work in Progress                                         | Christ38 (2 Wo.)Christ | Autoren: A. Mineo, G. Azucena, M. S. Cohen                                                     |
| 2020 | Jackson Pollock –                                                         | Christ42 (1 Wo.)Christ | Autoren: A. Mineo                                                                              |
| 2021 | MPJ Freestyle –                                                           | Christ43 (… Wo.)Christ | Autoren: A. Mineo, W.J.H. Reeves, T. Hill, L. Harris                                           |
| 2021 | Been About It Never Land II                                               | Christ43 (… Wo.)Christ | Autoren: A. Mineo, L. Moore, S.E. Joseph mit Lecrae                                            |

Gastbeiträge

| Jahr | Titel Album                                | Höchstplatzierung, Gesamtwochen, AuszeichnungChartsChartplatzierungen (Jahr, Titel, Album, Platzierungen, Wochen, Auszeichnungen, Anmerkungen) | Anmerkungen |
| Jahr | Titel Album                                | Christ | Anmerkungen |
| ---- | ------------------------------------------ | --- | --- |
| 2012 | Background Rehab                           | Christ39 (6 Wo.)Christ | Autoren: L. Moore, A. Mineo, A. Medina, G. Ramirez, J. Prielozny Lecrae feat. C-Lite |
| 2013 | The Fever Church Clothes 2                 | Christ47 (1 Wo.)Christ | Autoren: L. Moore, A. Mineo, T. Thompson Lecrae feat. Andy Mineo & Papa San |
| 2014 | 100                                        | Christ31 (1 Wo.)Christ | Autoren: K. Burgess, A. Mineo, L. Harris, J. Prielozny KB feat. Andy Mineo |
| 2014 | Now They Know –                            | Christ41 (1 Wo.)Christ | Autoren: M. Massaro, T. Thompson, L. Moore, D. Johnson, K. Burgess, T. Anderson, A. Mineo 116 feat. KB, Andy Mineo, Derek Minor, Tedashii & Lecrae                                                                                 |
| 2014 | Run Wild Run Wild. Live Free. Love Strong. | Christ37 (2 Wo.)Christ | Autoren: L. Smallbone, J. Smallbone, M. Hales, T. Tjornhom, A. Mineo For King & Country feat. Andy Mineo |
| 2015 | Say I Won’t Anomaly                        | Christ2 (21 Wo.)Christ | Autoren: L. Moore, A. Mineo, T. Thompson, M. Massaro, G. Azucena Lecrae feat. Andy Mineo |
| 2015 | Insomniac Rise                             | Christ46 (4 Wo.)Christ | Autoren: W. Barefield III, A. Mineo, N. Sims, G. Azucena Trip Lee feat. Andy Mineo |
| 2017 | Who Else The Misadventures Of Fern & Marty | Christ28 (2 Wo.)Christ | Autoren: M. L. Santiago, F. Miranda, A. Mineo, E. Shahbazian, 42 North Social Club Misfits feat. Andy Mineo |
| 2017 | God Speed We Belong                        | Christ43 (3 Wo.)Christ | Autoren: G. Azucena, A. Mineo, K. E. Burgess Gawvi feat. Andy Mineo & KB |
| 2017 | Not Today Satan Today We Rebel             | Christ32 (8 Wo.)Christ | Autoren: K. E. Burgess, A. Mineo, J. Cardec, J. Prielozny, K. C. Mackey KB feat. Andy Mineo |
| 2018 | Light Work –                               | Christ41 (3 Wo.)Christ | Autoren: C. Olson, A. Mineo, I. Gordon, T. Anderson, J. Garcia, L. Moore, W. Barfield III, L. Harris, T. Gailor, Z. Paradis, M. Montgomery, B. Pressley 116 feat. Andy Mineo, 1K Phew, Tedashii, WHATUPRG, Lecrae, Trip Lee & Cass |
| 2022 | Good Lord Church Clothes 4                 | Christ42 (… Wo.)Christ | Lecrae feat. Andy Mineo |